# Borgargerðisfjall
Borgargerðisfjall är ett berg i republiken Island. Det ligger i regionen Norðurland vestra, 200 km nordost om huvudstaden Reykjavík. Toppen på Borgargerðisfjall är 1 109 meter över havet.
Trakten runt Borgargerðisfjall är nära nog obefolkad, med mindre än två invånare per kvadratkilometer. Det finns inga samhällen i närheten. Trakten runt Borgargerðisfjall består i huvudsak av gräsmarker.